# Irena Celej
Irena Celej, także Irena Celejowa (ur. 20 lipca 1917 w Krakowie, zm. 7 lutego 2024) – polska biolog, doktor habilitowana, profesor nadzwyczajna i prorektor Akademii Wychowania Fizycznego w Gdańsku, nauczyciel akademicka Akademii Wychowania Fizycznego w Warszawie, Uniwersytetu Szczecińskiego i Wyższej Szkoły Ekologii i Zarządzania w Warszawie, specjalistka w zakresie promocji zdrowia, żywienia człowieka, żywienia w sporcie i higieny.

## Życiorys
Studiowała na kierunkach wychowanie fizyczne i biologia. Została absolwentką Uniwersytetu Jagiellońskiego i Uniwersytetu Warszawskiego. Uzyskała stopień naukowy doktora habilitowanego. Została kierownik Pracowni Żywienia Sportowców i Zakładu Higieny Akademii Wychowania Fizycznego w Warszawie, kierownik Zakładu Higieny i Żywienia oraz prorektor ds. nauki Akademii Wychowania Fizycznego w Gdańsku Akademii Wychowania Fizycznego w Gdańsku, kierownik Zakładu Wychowania Zdrowotnego w Instytucie Kultury Fizycznej Uniwersytetu Szczecińskiego oraz profesor nadzwyczajną Wyższej Szkoły Ekologii i Zarządzania w Warszawie.
Została członkinią zwyczajną Związku Kombatantów RP i Byłych Więźniów Politycznych oraz Honorowym Członkiem Polskiego Towarzystwa Higienicznego.
Zmarła 7 lutego 2024 roku w wieku 106 lat.

## Wybrane publikacje
- Teoria i profilaktyka żywienia sportowców (1983)
- Odżywianie sportowców (1981)
- Rekord na talerzu czyli tajniki kuchni sportowca (1990)
- Zdrowie przez cały rok (1993, 1995)
- Mody i diety w żywieniu - kompendium wiedzy o żywności i żywieniu (1997)
- Klucz do zdrowego żywienia (2001)
- Żywienie w treningu i walce sportowej (2001)
- Żywienie w sporcie (2008)[2]

## Odznaczenia i wyróżnienia
- Krzyż Oficerski Orderu Odrodzenia Polski (2008)[5]
- Złota Odznaka honorowa „Za Zasługi dla Warszawy” (1985)
- Tytuł honorowy Zasłużony Nauczyciel PRL (1987)[2]